# ガストニア (恐竜)
ガストニアとは、白亜紀前期（約1億3,000万~1億2,500万年前）のアメリカに生息していたポラカントゥス亜科の曲竜竜。全長は約6メートルで植物食。名前は、この恐竜の発掘研究に貢献したロバート・ガストン（人名）にちなむ。

## 特徴

G. burgeiのスケール比較

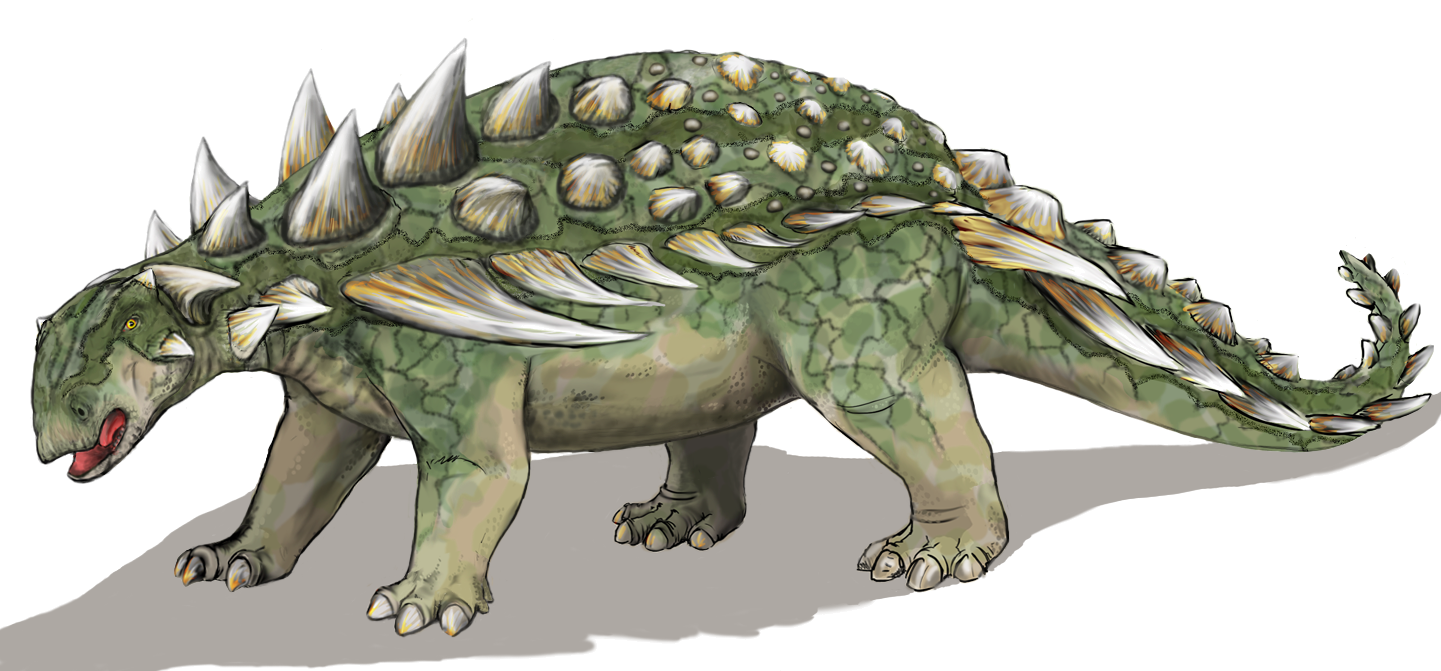
復元図

体型はノドサウルス、頭の形はアンキロサウルスに似ており、新旧入り混じった特徴を持つ。ほぼ三角形の骨板が左右対称に並ぶという骨格のつくりで、最も保存状態が良いよろい竜。尾の先にアンキロサウルスの様なこぶは無い。